# 1974 en informatique
1973 en informatique - 1974 - 1975 en informatique
Cet article présente les principaux évènements de 1974 dans le domaine informatique

## Événements
- Loi informatique et liberté aux États-Unis
- Scandale du projet de fichier SAFARI en France qui conduira à la création de la CNIL

## Inventions
- Sortie du 8080 d'Intel, microprocesseur 8 bits.
- Création du système d'exploitation CP/M par Gary Kildall.
- Définition de l'autostabilisation par Edsger Dijkstra.

## Prix
- Donald Knuth reçoit le Prix Turing